# Hugo Gottardi
Hugo Ernesto Gottardi (Elortondo, Santa Fe, 31 de julio de 1953) es un exfutbolista y actual entrenador argentino. Se desempeñó como delantero y es uno de los quince máximos goleadores de la historia del profesionalismo en el fútbol argentino. Entre 1989 y 2019, se desempeñó como asistente técnico de Miguel Ángel Russo.
Su hijo es Diego Gottardi, exfutbolista argentino que en la actualidad trabaja como asistente técnico.

## Trayectoria
Debutó profesionalmente como futbolista en Racing Club, de Argentina, donde realizó las divisiones juveniles como delantero.
Luego desempeñó una extensa carrera en Estudiantes de La Plata, equipo con el que obtuvo el bicampeonato de Primera División al ganar el Metropolitano 1982 y el Nacional 1983, torneos en los que convirtió goles decisivos en los partidos finales, ante Talleres de Córdoba e Independiente, respectivamente.
Antes, el 7 de octubre de 1982, había sido suspendido por un mes y siete días por detectársele efedrina en un control antidopaje.
En 1985 sufrió una grave lesión, la fractura de uno de sus tobillos, que frustró la posibilidad de una convocatoria al Seleccionado nacional que conducía Carlos Salvador Bilardo, entrenador con el que se había consagrado campeón en Estudiantes. Curiosamente, pese a ser uno de los 15 máximos goleadores de la Primera División del fútbol argentino, y cuarto en la historia de Estudiantes de La Plata con 125 goles, nunca fue convocado para partidos internacionales con la Selección Argentina.
Tras un breve retorno al club platense, jugó en Talleres de Córdoba y se retiró en la Segunda División con la camiseta de Lanús, en 1989 integrando paralelamente el cuerpo técnico de Miguel Ángel Russo, amigo y excompañero durante su extensa carrera en Estudiantes desde aquella época es su AT.
Fue entrenador de Talleres de Remedios de Escalada, a mediados de la década de 1990.
En 2017 fue confirmado junto a Miguel Ángel Russo y Guillermo Cinquetti como parte del cuerpo técnico de Millonarios Fútbol Club. En el club Albi-Azul, obtuvo el Torneo Finalización 2017
En 2018, debido a una enfermedad de Miguel Ángel Russo, Gottardi asumió como entrenador principal de Millonarios durante tres partidos.

## Clubes

### Como jugador
| Club                   | País                | Año                 | Partidos | Goles |
| ---------------------- | ------------------- | ------------------- | -------- | ----- |
| Racing Club            | Argentina           | 1973-1976           | 117      | 54    |
| Estudiantes (LP)       | Argentina           | 1976-1983           | 310      | 125   |
| Independiente Santa Fe | Colombia            | 1983-1986           | 104      | 59    |
| Talleres (C)           | Argentina           | 1987-1988           | 23       | 7     |
| Lanús                  | Argentina           | 1988-1989           | 31       | 6     |
| Total en su Carrera    | Total en su Carrera | Total en su Carrera | 592      | 251   |

### Como Técnico
| Club           | País      | Año |
| -------------- | --------- | --- |
| Talleres (RdE) | Argentina | ?   |

### Como asistente técnico
| Club                 | País      | Año       | Asistente de       |
| -------------------- | --------- | --------- | ------------------ |
| Lanús                | Argentina | 1989-1994 | Miguel Ángel Russo |
| Estudiantes (LP)     | Argentina | 1994-1995 | Miguel Ángel Russo |
| Universidad de Chile | Chile     | 1996      | Miguel Ángel Russo |
| Rosario Central      | Argentina | 1997-1998 | Miguel Ángel Russo |
| U. D. Salamanca      | España    | 1998-1999 | Miguel Ángel Russo |
| Colón                | Argentina | 1999      | Miguel Ángel Russo |
| Lanús                | Argentina | 1999-2000 | Miguel Ángel Russo |
| Los Andes            | Argentina | 2000-2001 | Miguel Ángel Russo |
| Morelia              | México    | 2002      | Miguel Ángel Russo |
| Rosario Central      | Argentina | 2002-2004 | Miguel Ángel Russo |
| Vélez Sarsfield      | Argentina | 2005-2006 | Miguel Ángel Russo |
| Boca Juniors         | Argentina | 2007      | Miguel Ángel Russo |
| San Lorenzo          | Argentina | 2008-2009 | Miguel Ángel Russo |
| Rosario Central      | Argentina | 2009      | Miguel Ángel Russo |
| Racing Club          | Argentina | 2010-2011 | Miguel Ángel Russo |
| Estudiantes (LP)     | Argentina | 2011      | Miguel Ángel Russo |
| Rosario Central      | Argentina | 2012-2014 | Miguel Ángel Russo |
| Vélez Sarsfield      | Argentina | 2015      | Miguel Ángel Russo |
| Millonarios          | Colombia  | 2017-2018 | Miguel Ángel Russo |
| Alianza Lima         | Perú      | 2019      | Miguel Ángel Russo |

## Palmarés

### Como jugador
| Título           | Club                    | País      | Año    |
| ---------------- | ----------------------- | --------- | ------ |
| Primera División | Estudiantes de La Plata | Argentina | M-1982 |
| Primera División | Estudiantes de La Plata | Argentina | N-1983 |

### Como asistente técnico

#### Campeonatos nacionales
| Título                | Equipo                  | País      | Año       |
| --------------------- | ----------------------- | --------- | --------- |
| Torneo Nacional B     | Lanús                   | Argentina | 1991/92   |
| Torneo Nacional B     | Estudiantes de La Plata | Argentina | 1994/95   |
| Primera División      | Vélez Sarsfield         | Argentina | C - 2005  |
| Primera B Nacional    | Rosario Central         | Argentina | 2012/13   |
| Primera A             | Millonarios             | Colombia  | II - 2017 |
| Superliga de Colombia | Millonarios             | Colombia  | 2018      |

#### Campeonatos internacionales
| Título                       | Equipo       | Sede         | Año  |
| ---------------------------- | ------------ | ------------ | ---- |
| Copa Libertadores de América | Boca Juniors | Porto Alegre | 2007 |